# Emy von Teuchler
Emma (Emy) von Teuchler, född 14 juni 1870 i Norrbärke socken i Dalarna, död 30 april 1945 i Sollentuna församling, var en svensk målare och skulptör.
Hon var dotter till apotekaren Carl Erik Hellström och Emma Weström och från 1895 gift med journalisten Tor Anton Teuchler. Hon var under en period från 1905 verksam som formgivare vid Höganäsbolaget där hon formgav nyttoföremål. Under 1910-talet formgav hon en serie vaser glaserade i mörk kopparlustre. Hon medverkade i ett flertal utställningar i början av 1900-talet bland annat ställde hon ut skulpturen Sofvande flicka på Svenska konstnärernas förenings utställning i Stockholm 1906 och med skulpturer vid Konstföreningen för södra Sveriges utställningar i Malmö samt med oljemålningen Gammalt Stockholmsmotiv på Liljevalchs konsthall 1921.     